# Pava'ia'i
Pava'ia'i è un villaggio delle Samoa Americane appartenente alla contea di Tualauta del Distretto occidentale.